# Lysandros
Lysandros (qua đời năm 395 TCN, tiếng Hy Lạp: Λύσανδρος, Lýsandros) là một vị tướng người Sparta, và là vị chỉ huy của lực lượng Hải quân Sparta ở biển Hellespont mà đã đánh thắng người Athena tại Aegospotami trong năm 405 TCN. Năm sau, ông đã buộc các lãnh đạo người Athena phải đầu hàng và đưa cuộc chiến tranh Peloponnesia tới hồi kết thúc.

## Thời niên thiếu
Có quá ít thông tin về thời niên thiếu của Lysandros. Cha của Lysandros là Aristoclitus, là một thành viên của Hoàng gia Heracles của xứ Sparta (triều đại này tuyên bố là những hậu duệ của vị anh hùng Heracles). Tuy nhiên, gia đình của Lysandros nghèo, và khi ông còn trẻ ông cần có sự đảm bảo của người cha đỡ đầu để có thể tham gia vào việc đào tạo ở Sparta để trở thành một người lính.

## Trận Notium
Lysandros được bổ nhiệm làm Nauarch (đô đốc) của người Sparta ở biển Aegean trong năm 407 TCN. Trong suốt thời kì này, ông đã có một tình bạn  và sự hỗ trợ của Cyrus Trẻ, con của vua Darius II và Hoàng hậu Parysatis của Đế quốc Ba Tư.
Đô đốc Lysandros sau đó tiến hành một dự án lớn nhằm tạo ra một hạm đội mạnh cho Sparta đóng ở  Ephesus mà có thể đe dọa người Athena và các đồng minh của họ.
Alcibiades đã được bổ nhiệm làm tổng chỉ huy với quyền lực độc đoán và đã để cho Samos tái tham gia vào hạm đội của ông ta và cố gắng để chạm trán với Lysandros. Đô đốc người Sparta, Lysandros từ chối ra khỏi  Ephesus để tham gia vào trận chiến  với Alcibiades. Tuy nhiên, trong khi Alcibiades đi tìm nguồn cung cấp, hạm đội của Athena đã được đặt dưới sự chỉ huy của Antiokhos, người chỉ huy tàu của ông ta. Trong thời gian này Lysandros đã cố gắng để giao chiến với hạm đội Athena và họ đã bị khiêu khích bởi lực lượng Hải quân của xứ Sparta (với sự giúp đỡ của Quân đội Ba Tư do Hoàng tử Cyrus Trẻ thống lĩnh) trong trận Notium năm 406 TCN. Chiến thắng này của Lysandros đã làm cho những kẻ thù của Alcibiades có cớ để đòi lại quyền chỉ huy của ông

## Trận Arginusae
Tuy vậy, sau chiến thắng này, Lysandros không còn là đô đốc của người Sparta nữa, và  theo quy định của pháp luật Sparta, đã được thay thế bởi Callicratidas.
Năm 406 TCN, Callicratidas tạp hợp một hạm đội  và khởi hành đến Methymna, Lesbos, mà sau đó ông đã bao vây những nơi này. Điều này đe dọa nguồn cung cấp lúa mì cho Athena. Athena gửi đô đốc của họ, Conon, để phá vỡ cuộc bao vây. Khi Callicratidas tấn công, Conon rút lui đến Mytilene, nơi ông bị phong tỏa của hạm đội Sparta của Callicratidas.
Để trợ giúp cho Conon, người Athena tập hợp một hạm đội mới, mà phần lớn đều là những con tàu mới được đóng và được lái bởi những thủy thủ còn thiếu kinh nghiệm. Trong khi đội tàu của người Athena thua kém so với Sparta, người Athena đã nghĩ ra một chiến thuật mới không theo truyền thống, mà cho phép họ để bảo đảm một chiến thắng kịch tính và bất ngờ trong trận Arginusae, gần Lesbos. Việc phong tỏa Conon của người Sparta bị phá vỡ và lực lượng của người Sparta bị đánh bại, bản thân Callicratidas tử trận.

## Trận Aegospotami
Sau khi Sparta nhận thất bại nặng nề trong trận Arginusae và với cái chết của đô đốc Sparta, Callicratides. Đồng minh của Sparta tìm cách để Lysandros được tái bổ nhiệm làm đô đốc.Tuy nhiên, luật pháp Sparta không cho phép phục hồi chức vị của đô đốc. Chính vì vậy, Aracus được bổ nhiệm làm đô đốc và Lysandros làm phó cho ông. Tuy nhiên, Lysander  mới thực sự là chỉ huy của hạm đội.
Sau khi quay lại chỉ huy, Lysandros chỉ đạo cho hạm đội của Sparta tới Hellespont. Hạm đội Athena theo sau ông  ở đó. Năm 404 TCN, người Athen tập hợp tất cả hạm đội của mình tại Aegospotami  (gần Thracian Chersonese). Hạm đội Athen dưới quyền của Đô đốc Conon đã bị hủy diệt bởi hạm đội Sparta dưới quyền Lysanros. Sau đó Conon bỏ trốn tới Cyprus.
Sau đó, lực lượng của Lysandros đã tiến tới Eo biển Bosporos và chiếm cả Byzantium và Chalcedon. Họ đã đuổi hết người Athena sống ở những thành bang này. Lysandros cũng chiếm được đảo Lesbos.

## Chiến thắng người Athen
Sau chiến thắng tại Aegospotami, người Sparta đã ở vị thế  để buộc người Athen phải đầu hàng hoàn toàn. Vua Sparta, Pausanias, chỉ huy cuộc vây hãm Athena trong khi Lysandros phong tỏa thành phố hải cảng Piraeus. Việc làm này đã ngăn chận nguồn cung cấp lương thực đến Athen từ Hellespont,gây ra nạn đói cho Athen. Nhận thấy mức độ nghiêm trọng của tình trạng này,Theramenes bắt đầu đàm phán với Lysandros. Cuộc đàm phán đã kéo dài ba tháng, nhưng cuối cùng Lysandros đã đồng ý các điều khoản tại Piraeus. Thỏa thuận đạt được được cho là sự đầu hàng của người Athen và chấm dứt Cuộc chiến tranh Peloponnese  năm 404 TCN.
Người Sparta yêu cầu người Athen phải phá bỏ những bức tường thành bao quanh Piraeus cũng như đoạn Trường Thành nối liền Athen với Piraeus, người Athen phải từ bỏ hết các thuộc địa của họ, đồng thời giao nộp toàn bộ tàu chiến cho người Sparta.Tuy vậy điều mà Theramenes làm được là đã bảo vệ Athen khỏi sự tàn phá. Những thành thị Hy Lạp ở phía bên kia bờ biển Aegean thuộc Tiểu Á một lần nữa lại chịu sự cai trị của đế chế Achaemenes.

## Lysandros trong việc lãnh đạo ở Athen
Lysandros sau đó thành lập chính phủ bù nhìn ở Athen, với việc thiết lập chế độ ba mươi bạo chúa  đứng đầu là Critias bao gồm Theramenes như một thành viên hàng đầu.Chính phủ bù nhìn đã hành quyết nhiều công dân và tước bỏ tất cả quyền lợi trước đây của họ là công dân của Athen. Nhiều thành bang trong số các đồng minh cũ Athens bây giờ đã bị cai trị bởi ủy ban mười người (decarchy), thường được gia cố với các đơn vị đồn trú dưới sự chỉ huy của một tướng lĩnh Spartan (harmost). Đây là thời kỳ bắt đầu quyền bá chủ của người Spartan.
Sau một cuộc tấn công ồ ạt và chiếm giữ Samos, Lysandros trở về Sparta. Alcibiades, cựu lãnh đạo của Athen, nổi lên sau chiến thắng của người Spartan tại Aegospotami và đã tị nạn tại Phrygia, Tây Bắc Tiểu Á với Pharnabazus, phó vương Ba Tư. Ông tìm kiếm sự trợ giúp của Ba Tư cho người Athen. Tuy nhiên, người Sparta đã quyết định rằng Alcibiades phải bị loại bỏ và Lysander, với sự giúp đỡ của Pharnabazus, sắp xếp vụ ám sát Alcibiades.
Lysander đã có thể đó được một tài sản khổng lồ từ những chiến thắng chống lại Athena và các đồng minh của họ. Tuy nhiên, tuần theo truyền thống Spartan, ông muốn chuyển nhượng tài sản này cho những giám quan tại Sparta. Lysander chỉ định tướng Spartan là Gylippus để thực hiện nhiệm vụ này. Tuy nhiên, Gylippus không thể chống lại sự cám dỗ về vấn đề làm giàu cho mình và lấy trộm một số lượng đáng kể. Khi họ phát hiện ra những gì đã xảy ra, Gylippus buộc phải sống lưu vong và bị kết án tử hình vắng mặt.

## Sự chống đối của người Athen
Tướng Thrasybulus của Athens, người đã bị đi đày khỏi Athens bởi chính phủ bù nhìn của Sparta, đã lãnh đạo phe dân chủ tiến hành kháng chiến. Năm 403 TCN, ông đã chỉ huy một lực lượng nhỏ của người lưu vong mà xâm chiếm Attica, và trong trận đánh tiếp, lần đầu tiên đánh bại một đơn vị đồn trú Spartan và sau đó các lực lượng của chính phủ bù nhìn (trong đó bao gồm vị tướng Spartan, Lysander) trong trận Munychia. Kẻ cầm đầu của nhóm Ba mươi bạo chúa, Critias, đã bị giết trong trận chiến.
Trận Piraeus sau đó đã xảy ra cuộc chiến đấu giữa những người lưu vong Athen những người đã đánh bại chính phủ của Ba mươi bạo chúa và chiếm Piraeus và một lực lượng Spartan gửi đến chiến đấu cho họ. Trong trận chiến, người Sparta suýt đánh bại những người lưu vong, với cả hai bên chịu thương vong lớn. Bất chấp sự phản đối từ Lysandros, sau khi cuộc chiến Pausanias vua Agiad của Sparta, đã sắp xếp một giải quyết giữa hai bên cho phép thống nhất của Athens và Piraeus, và tái lập chính phủ dân chủ ở Athens.

## Tham gia vào cuộc nổi loạn của Cyrus chống lại vua Ba tư Artaxerxes II
Trong năm 401 TCN, Lysander vẫn tiếp tục có một ảnh hưởng đáng kể ở Sparta bất chấp những thất bại của ông tại Athens. Ông đã có thể thuyết phục Sparta để chọn Agesilaus II là vị vua mới của Spartan  sau cái chết của Agis II. Ông cũng có khả năng thuyết phục người Sparta hỗ trợ Cyrus Trẻ (chớ nhầm lẫn với vị tiên vương lỗi lạc của ông là Cyrus Đại Đế) trong cuộc nổi dậy bất thành chống lại vua anh Artaxerxes II.
Để giành ngôi "Vua của các vị vua" từ tay Artaxerxes, Cyrus Trẻ mở đầu cuộc nổi loạn với khoảng 20.000 binh sĩ, trong đó khoảng 10.000 lính đánh thuê Hy Lạp, bao gồm cả người Sparta. Khi ông đến sông Euphrates tại Thapsacus, ông tuyên bố rằng ông đã khởi binh đánh  Artaxerxes II. Ông tiếp tục tiến vào Babylonia không mấy khó khăn, nhưng Artaxerxes II, đã được cảnh báo vào lúc cuối bởi Tissaphernes, vội vàng tập hợp một đội quân.
Hai lực lượng đã gặp nhau trong trận Cunaxa, phía bắc Babylon, nơi mà Cyrus đã tử trận. Những lính đánh thuê Hy Lạp chiến đấu cho Cyrus đã bị mắc kẹt lại sau thất bại của Cyrus. Họ đã chiến đấu theo cách của họ đi về phía bắc chống lại sự thù địch của người Ba Tư, Armenia, và người Kurd để tới Trapezus, trên bờ biển của biển Đen dưới sự chỉ huy của Xenophon. Ông là người Athena đã lãnh đạo họ khi Tissaphernes, phó vương Ba Tư ở Caria và Lydia, đã bắt Clearchus của Sparta và các đội trưởng cấp cao khác của Hy Lạp và bị vua Artaxerxes II hành quyết.

## Những năm cuối đời
Với hy vọng tái lập hội đồng chính trị đầu sỏ mà ông đã dựng lên sau khi đánh bại Athena trong năm 404 trước Công Nguyên, Lysandros tính việc giao cho vua Agesilaos II nhà Eurypontid của Sparta quyền chỉ huy quân Hy Lạp trong chiến tranh chống Ba Tư năm 396 TCN. Người Sparta đã được người Ionian kêu gọi giúp họ chống lại vua Ba Tư Artaxerxes II. Lysandros được cho là hy vọng sẽ nhận được chức chỉ huy của các lực lượng Sparta, đã không tham gia chiến dịch. Tuy nhiên, Agesilaos II đã trở nên bực bội vì quyền lực và ảnh hưởng của Lysandros. Vì vậy, Agesilaos II chống phá kế hoạch của người thầy cũ của mình và để cho Lysandros làm chỉ huy của quân đội ở  Hellespont, cách xa Sparta và đại lục Hy Lạp.
Quay trở lại Sparta vào năm 395 trước Công nguyên, Lysandros là tác nhân chính bắt đầu một cuộc chiến tranh với Thebes, một thành phố Hy Lạp khác được biết đến là cuộc chiến tranh Corinth. Người Sparta đã chuẩn bị sẵn sàng để phái một đội quân chống lại liên minh mới của Athens, Thebes, Corinth và Argos (với sự hậu thuẫn của Đế quốc Ba Tư) và ra lệnh cho Agesilaos II trở lại Hy Lạp. Agesilaos bắt đầu lên đường quay về Sparta với quân đội của mình, vượt qua Hellespont và hành quân về phía tây qua Thrace.

### Tử trận
Quân Spartan chi làm hai đạo, một đạo dưới quyền Lysandros và một đạo dưới quyền Pausanias của Sparta, tụ họp tại điểm hẹn đã định trước và cùng tấn công thành phố Haliartus, ở Boeotia. Lysandros đến trước Pausanias và thuyết phục thành phố Orchomenus nổi loạn tách khỏi liên minh Boeotia. Sau đó, ông kéo quân đến Haliartus. Trong trận Haliartus, Lysandros đã tử trận khi dẫn quân đến gần sát các bức tường thành. Quân Sparta tháo chạy về núi, nhưng quân Thebes truy kích và đến núi thì bị quân Sparta đánh tan.
Vài ngày sau, Pausanias kéo quân tới Haliartus. Để thu thập xác Lysandros và các tử sĩ, Pausanias đã thỏa thuận với người Thebes và họ đồng ý, đổi lại Pausanias phải rút quân khỏi Boetia. Sau khi Lysander chết, một kế hoạch bất thành của Lysander nhằm gia tăng quyền hạn của mình bằng việc "tập thể hóa" Vương quyền Sparta và không để cho vua Sparta thực sự nắm quyền chỉ huy quân đội, đã bị Agesilaos II "phát hiện".
Các nhà sử học có tranh luận rằng đây có phải là sự bịa đặt để bêu xấu Lysandros sau khi ông chết hay không ? Tuy nhiên, Nigel Kennell nhìn nhận rằng, âm mưu đó phù hợp với những gì chúng ta biết về Lysandros.

## Sách đọc thêm
- Samuel Willard Crompton, Alexander the Great, Infobase Publishing, 2003. ISBN 0791072193.